# 糖水
糖水，广东土话。又稱甜羹。因為地域問題，廣東廣府民系一般稱糖水，廣東潮汕民系則稱為甜湯，是一種甜品，帶甜味的羹湯，種類十分多樣。起源於嶺南地區，現在流行於廣東、廣西、香港、澳門等地，糖水一般煮得較稠，部份會加上不同食材在內，因此粵語一般稱「食糖水」，而不會稱「飲糖水」。 
糖水一般被視作飯後的甜品，或是在晚餐過後作為宵夜來享用。電影《胭脂扣》就有一幕要吃宵夜，於是用燒紙幣來煲紅豆沙來鬥富的故事。
糖水可熱食亦或是凍食，款式按時令而改變，如夏天食綠豆沙可清熱，冬天則可食芝麻糊暖身。而不同糖水也有不同療效，紅豆沙就有補血養顏功效，绿豆汤亦有清热解毒之疗效。

## 歷史

### 由來

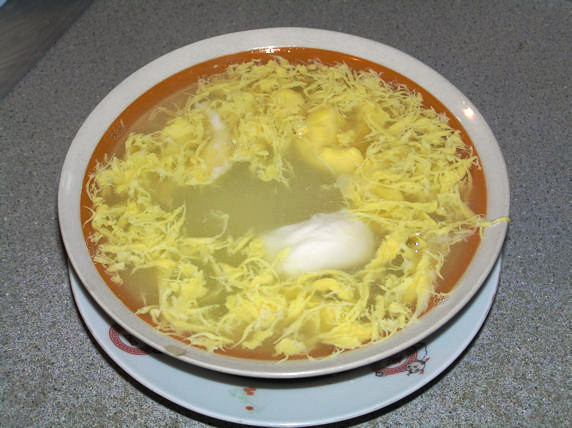
雞蛋糖水，最常見的糖水之一

傳統醫學認為糖具有祛濕功效，因嶺南地區處於瘴熱地帶，而廣東地處南粵，氣候悶熱潮溼，容易潮濕上火，加上珠三角地區是亞熱帶地區，盛產甘蔗，有豐富的糖資源，所以這些地區的人有「煲糖水」的風俗，習慣吃碗糖水滋潤。
糖水源頭已不可考究，追溯廣州自有史以來就有。不過有研究指在宋代的「涼水」，可能是糖水的雛型，周密《武林舊事》載，當時南宋市集上有售的涼水有：「甘豆湯、椰子酒、豆兒水、鹿梨漿、鹵梅水、薑蜜水、木瓜汁、茶水、沉香水、荔枝膏水、苦水、金橘團、雪泡縮皮飲（宋刻「縮脾」）、梅花酒、香薷飲、五苓大順散、紫蘇飲。」
糖水由某些藥材、豆類、水果、麪製食品加上糖經煲製而成，有清潤消暑、生津益身之功效。糖水款式也按時令更改，會根據不同季節，調製出各種滋潤養生的糖水，夏天喝綠豆沙、馬蹄爽解暑氣；秋天燉煮百合糖水、南北杏甜湯潤肺；冬天的黑糯米、紅豆沙則有補血、益氣功效。

### 傳說
有傳糖水來源自古代王公貴族宴會後端上的一碗甜湯，以調和食氣，幫助消化。清代後宮佳麗吃一碗糖水，因材料不同而提醒身份不同。一碗好的糖水不僅能滿足人們食不厭精的口舌之欲，更能「夏秋去暑燥，冬春防寒涼」。
唐有「冰蓮百合」，宋有「赤豆糖粥」，在清朝大行其道的「酸梅湯」也已經流傳至今。而素被稱為「氣候惡劣」的南粵氣候瘴氣濕熱，為了養生，人們放棄了燥熱的藥補，雞、鴨、魚、肉加上各種蔬菜水果，搭配上或溫性或涼性的中藥材，並製成了老火湯保健身體，防病於未然。後來，廣東人慢慢將煲湯的滋補觀念延伸，發展出琳琅滿目的糖水。

## 風俗
在風俗上也有糖水出現，廣東地方成親時，在拜完天地後，新郎新娘並坐在床沿，主婚人請「好命婆」將親友送到房裏的紅綠筷子，向帳前帳頂撒去；又由「好命婆」手捧蓮子羹，分餵新郎新娘，以代表「連生貴子」的意思。

## 做法

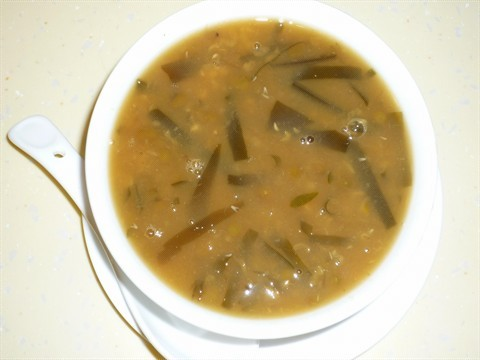
加了海帶和香草的綠豆沙

糖水的做法分為燉（即隔水慢火煮）、煲和煮三種，所用的材料以豆類、水果、藥材為主，雞蛋、腐竹等百搭材料的身影也常常出現。總體來說，性味平和的食材還是主流，像夏天會有清熱下火的清補涼糖水，秋天會有止咳去秋燥的雪耳燉雪梨，冬日則是暖胃的糊類和紅豆沙。
煲糖水根據所用材料的不同，會用到三種不同的糖。煲豆類糖水，像豆沙、芝麻糊和杏仁糊一類，會用白砂糖或片糖，因為豆類有豆香，無需借助糖香。加入了薑、藥材一類的「重口味」糖水或是需要增色的糖水，則要下紅糖，因蔗糖香濃烈，可以與薑等濃味香料藥材並駕齊驅。燉雪蛤膏、燉雪耳、燉燕窩等味道清甜的糖水，則要用冰糖，能使糖水顏色清亮。

## 種類

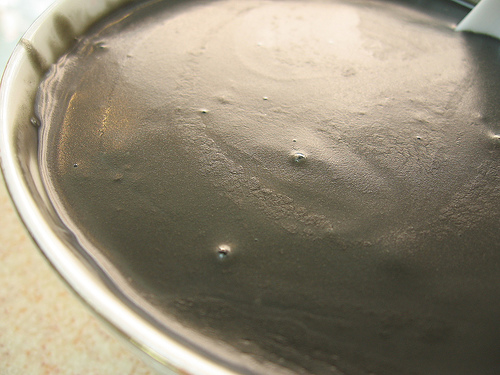
芝麻糊，傳統糖水之一

糖水的最初並沒有現在表現出來的這樣五花八門，而只是單純以各種豆類、牛奶和生果為原料，加入黃冰糖，通過文火慢調而成的糖水和燉品。傳統的如芝麻糊、番薯糖水等。後來經過改良，加入了各種新鮮生果和椰子汁、芒果汁、海底椰、西米露等。
現今糖水品種名目繁多：豆類的有紅豆沙、綠豆沙、眉豆沙；果仁類的有芝麻糊、杏仁糊、花生糊、合桃糊；米類糖水如：麥米粥、紫糯米；藥材類的有百合糖水、蓮子糖水、清補涼糖水；還有蔬果類糖水如：番薯糖水、木瓜雪耳糖水等等。
目前較流行的糖水包括紅豆沙、綠豆沙、芝麻糊、花生糊、杏仁糊、栗子糊、馬蹄露、西米露、紫米露、合桃露、麥米粥、紫糯米、木瓜雪耳糖水、腐竹糖水、清補涼、喳咋、番薯糖水、桑寄生蛋茶及腐竹雞蛋糖水等。較新式的有各種加入生果和蔬菜的西米露（如芒果西米露和南瓜西米露）、西米撈以及楊枝甘露等。